# Thrasya oreophila
Thrasya oreophila är en gräsart som beskrevs av Alasdair Graham Burman. Thrasya oreophila ingår i släktet Thrasya och familjen gräs. Inga underarter finns listade i Catalogue of Life.